# Håkan Strömberg (politiker)
Knut Håkan Strömberg, född 20 maj 1936 i Viby församling i Örebro län, död där 24 april 2015, var en svensk socialdemokratisk politiker från Vretstorp, riksdagsledamot för Örebro läns valkrets 1974–1998 samt ledamot av kommunfullmäktige i Hallsbergs kommun.